# Phoebastria
A Phoebastria a madarak (Aves) osztályának viharmadár-alakúak (Procellariiformes) rendjébe, ezen belül az albatroszfélék (Diomedeidae) családjába tartozó nem.

## Rendszerezés
A nembe az alábbi 4 faj tartozik:
- rövidfarkú albatrosz (Phoebastria albatrus) (Pallas, 1769)[2]
- Laysan-albatrosz (Phoebastria immutabilis) (Rothschild, 1893)[2]
- galápagosi albatrosz (Phoebastria irrorata) (Salvin, 1883)[2]
- feketelábú albatrosz (Phoebastria nigripes) (Audubon 1839)[2]

A Diomedeáktól való szétválásukat a molekuláris genetika és a megtalált kövületek is alátámasztják.

### Fosszilis fajok és egyéb kövületek
Az eddigi legősibb felfedezett Phoebastria-kövületek a középső miocén korszakból származnak, és körülbelül 15-12 millió évesek. Ekkortájt pedig a Phoebastria és a Diomedea madárnemek már különváltak. A fosszilis Phoebastriák közül a legősibb a Phoebastria californica, mely akkora lehetett, mint a mai rövidfarkú albatrosz; sőt meglehet, hogy a modern faj őse volt.
- Phoebastria californica (Temblor középső miocén; Sharktooth Hill, USA)
- Phoebastria anglica (középső pliocén – kora pleisztocén; Atlanti-óceán északi része)
- Phoebastria cf. albatrus (San Diego késő pliocén; San Diego megye, USA) – korábban Diomedea howardae-ként ismerték
- Phoebastria rexsularum
- Phoebastria cf. immutabilis (San Pedro pleisztocén; San Pedro, USA)
- Phoebastria cf. nigripes (San Pedro pleisztocén; San Pedro, USA)

### Fordítás
- Ez a szócikk részben vagy egészben  a   North Pacific albatross című angol Wikipédia-szócikk ezen változatának fordításán alapul.  Az eredeti cikk szerkesztőit annak laptörténete sorolja fel. Ez a jelzés csupán a megfogalmazás eredetét és a szerzői jogokat jelzi, nem szolgál a cikkben szereplő információk forrásmegjelöléseként.